# Exequatur
Exequatur este un concept specific dreptului internațional privat și se referă la procedura judiciară în cadrul căreia, în urma controlului exercitat asupra hotărârii judecătorești străine de instanțele statului pe teritoriul căreia se cere executarea, hotărârea judecătorească străină este declarată executorie.
Exequatur se poate referi și la decizia unei instanțe de autorizare a executării în acea țară a unei sentințe arbitrare, a unui instrument autentic sau a unei tranzacții judiciare pronunțate în străinătate.
Anularea procedurii exequatur între statele membre pentru toate hotărârile judecătorește în materie civilă și comercială este obiectivul fundamental al programului de recunoaștere mutuală adoptat de Comisie și de Consiliu în decembrie 2000.